# Dime que me quieres
Dime que me quieres fue una serie de televisión, estrenada por Antena 3 en 2001 y producida por Cartel.

## Argumento
Guillermo y Teresa son dos personas divorciadas de sus respectivas parejas, ambos con hijos a su cargo, que tras un encuentro casual terminan enamorándose y decidiendo compartir su vida.

## Reparto
- Imanol Arias ... Guillermo
- Lydia Bosch ... Teresa
- Talía del Val ... Laura
- Andreas Muñoz ... David
- Marta Belenguer ... Lola
- Manuel Hormigo ... Alfredo
- Fernando Cayo ... Óscar
- Miguel Palenzuela ... Lucio
- María Fernanda D'Ocón ... Blanca
- Mónica Ballesteros ... Montse
- Pastora Vega ... Eva
- Iñaki Miramón ... Fernando